# 克西夫里-锡尔库尔
克西夫里-锡尔库尔（法語：Xivry-Circourt）是法国默尔特-摩泽尔省的一个市镇，属于布里埃区。该市镇于1809年由原市镇克西夫里勒弗朗（Xivry-le-Franc）和锡尔库尔（Circourt）合并而成。

## 地理
克西夫里-锡尔库尔（49°21'17"N, 5°46'1"E）面积12.04 平方千米，位于法国大東部大區默尔特-摩泽尔省，该省份为法国东北部内陆省份，是洛林的一部分，北邻比利时、卢森堡，北起顺时针与摩泽尔省、下莱茵省、孚日省和默兹省接壤。
与克西夫里-锡尔库尔接壤的市镇（或旧市镇、城区）包括：栋普里、下梅尔西、上梅尔西、普勒坦-伊尼、圣叙普莱、斯潘库尔。
克西夫里-锡尔库尔的时区为UTC+01:00、UTC+02:00（夏令时）。

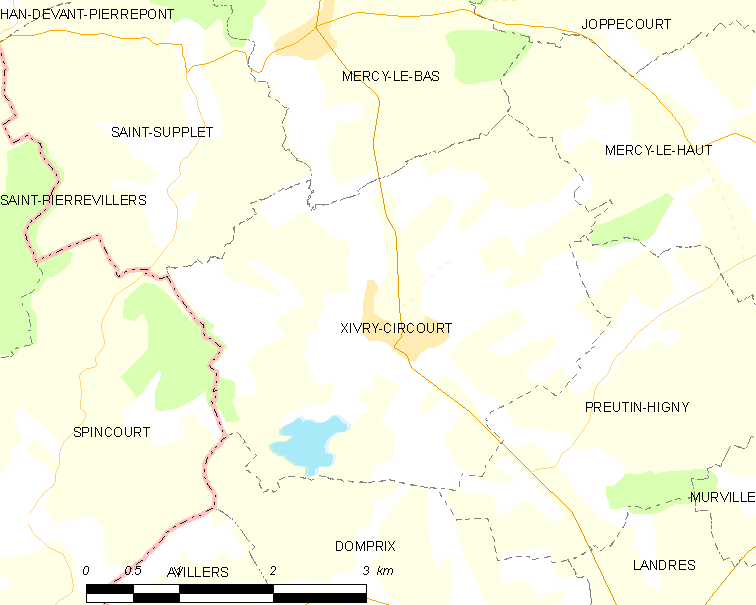
克西夫里-锡尔库尔的OSM定位图

## 行政
克西夫里-锡尔库尔的邮政编码为54490，INSEE市镇编码为54598。

## 政治
克西夫里-锡尔库尔所属的省级选区为布里埃地区县。

## 人口

1962-2008年间克西夫里-锡尔库尔人口变化图示

克西夫里-锡尔库尔于2022年1月1日时的人口数量为267人。